# Cliponville
Cliponville és un municipi francès situat al departament del Sena Marítim i a la regió de Normandia. L'any 2007 tenia 237 habitants.

## Demografia

### Població
El 2007 la població de fet de Cliponville era de 237 persones. Hi havia 84 famílies de les quals 16 eren unipersonals (12 homes vivint sols i 4 dones vivint soles), 28 parelles sense fills i 40 parelles amb fills.
La població ha evolucionat segons el següent gràfic:
Habitants censats

### Habitatges
El 2007 hi havia 95 habitatges, 86 eren l'habitatge principal de la família, 6 eren segones residències i 3 estaven desocupats. Tots els 95 habitatges eren cases. Dels 86 habitatges principals, 69 estaven ocupats pels seus propietaris, 16 estaven llogats i ocupats pels llogaters i 1 estava cedit a títol gratuït; 5 tenien dues cambres, 11 en tenien tres, 20 en tenien quatre i 49 en tenien cinc o més. 69 habitatges disposaven pel capbaix d'una plaça de pàrquing. A 37 habitatges hi havia un automòbil i a 44 n'hi havia dos o més.

### Piràmide de població
La piràmide de població per edats i sexe el 2009 era:
| Homes | Edats   | Dones |
| ----- | ------- | ----- |
| 0     | 95 o +  | 0     |
| 0     | 90 a 94 | 0     |
| 4     | 85 a 89 | 0     |
| 0     | 80 a 84 | 0     |
| 4     | 75 a 79 | 8     |
| 4     | 70 a 74 | 12    |
| 0     | 65 a 69 | 4     |
| 0     | 60 a 64 | 0     |
| 12    | 55 a 59 | 12    |
| 4     | 50 a 54 | 12    |
| 16    | 45 a 49 | 12    |
| 12    | 40 a 44 | 0     |
| 12    | 35 a 39 | 12    |
| 4     | 30 a 34 | 4     |
| 4     | 25 a 29 | 8     |
| 0     | 20 a 24 | 4     |
| 8     | 15 a 19 | 0     |
| 8     | 10 a 14 | 12    |
| 0     | 5 a 9   | 12    |
| 12    | 0 a 4   | 8     |

## Economia
El 2007 la població en edat de treballar era de 155 persones, 112 eren actives i 43 eren inactives. De les 112 persones actives 102 estaven ocupades (59 homes i 43 dones) i 10 estaven aturades (5 homes i 5 dones). De les 43 persones inactives 15 estaven jubilades, 18 estaven estudiant i 10 estaven classificades com a «altres inactius».

### Ingressos
El 2009 a Cliponville hi havia 92 unitats fiscals que integraven 262,5 persones, la mediana anual d'ingressos fiscals per persona era de 17.804 €.

### Activitats econòmiques
Dels 5 establiments que hi havia el 2007, 2 eren d'empreses de construcció, 1 d'una empresa immobiliària i 2 d'empreses de serveis.
Dels 3 establiments de servei als particulars que hi havia el 2009, 1 era un guixaire pintor, 1 fusteria i 1 agència immobiliària.
L'any 2000 a Cliponville hi havia 14 explotacions agrícoles.

## Equipaments sanitaris i escolars
El 2009 hi havia una escola elemental integrada dins d'un grup escolar amb les comunes properes formant una escola dispersa.

## Poblacions més properes
El següent diagrama mostra les poblacions més properes.